# تولكي تبة سي
تولكي تبة سي (بالفارسية: تولکی‌تپه‌سی) هي قرية تقع في أذربيجان الغربية في إيران. يقدر عدد سكانها بـ 121 نسمة بحسب إحصاء 2016.